# Geograf przepił globus

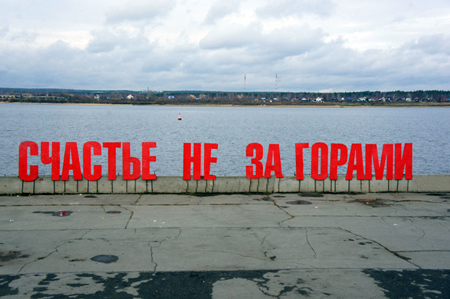
Rzeka Kama w Permie

Geograf przepił globus (ros. Географ глобус пропил, Gieograf głobus propił) – rosyjski dramat filmowy z 2013 roku w reżyserii Aleksandra Wieledinskiego, powstały na podstawie powieści Aleksieja Wiktorowicza Iwanowa pt. Gieograf głobus propił, wydanej w 2003 roku. 
Zdjęcia kręcono w następujących lokacjach: Perm i Uswa (Kraj Permski) oraz rzeka Iset w obwodzie swierdłowskim.
Film został zaprezentowany na 24. ORFF „Kinotawr” w Soczi, gdzie otrzymał główną nagrodę. Premiera filmu miała miejsce 7 listopada 2013 roku w Rosji.

## Opis fabuły
Film opowiada historię nauczyciela biologii, Wiktora Służkina (Konstantin Chabienski), który pewnego dnia traci pracę z powodu kłopotów finansowych. Aby otrzymać nową pracę, wyrusza wraz z rodziną do poduralskiego miasta Perm i podejmuje się nauczania geografii w miejscowej szkole. Na początku Wiktor nie jest lubiany przez uczniów ze szkoły oraz nie dogaduje się z innymi nauczycielami. Jedyną nadzieję znajduje w domu, u boku swojej żony Nadii i ich córki. Wszystko idzie dobrze do czasu, gdy Nadia postanawia wziąć rozwód. Film ukazuje świat skomplikowanych relacji kobieco-męskich. Wiktor czuje się samotny i przygnębiony. Razem ze swoimi przyjaciółmi piją alhokol. Wkrótce życie Wiktora staje się kolorowe, a także postanawia zabrać swoich uczniów na niebezpieczną wycieczkę po rzece Kamie. Po powrocie z wyprawy zostaje jednak zwolniony z pracy.

## Obsada
- Konstantin Chabienski jako Wiktor Siergiejewicz Służkin, nauczyciel geografii
- Jelena Ladowa jako Nadia, żona Wiktora
- Anna Ukołowa jako Wietka
- Jewgienija Brik jako Kira
- Aleksandr Robak jako Budkin
- Agrippina Stiekłowa jako Roza Borisowna
- Wiktor Uzun jako dyrektor
- Anfisa Czernyh jako Masza Bołszakowa
- Andriej Prytkow jako Gradusow
- Ilja Iljinych jako Owieczkin
- Michaił Leontjew jako Barmin

i inni

## Nagrody
- 2013 – Grand Prix na 24. ORFF „Kinotawr” w Soczi[4][5]
- 2013 – Konstantin Chabienski - Nagroda za najlepszą rolę męską na 24. ORFF „Kinotawr” w Soczi
- 2013 – Aleksiej Zubariew - Nagroda im. M. Tariwierdijewa za najlepszą muzykę filmową